# 末昂语
末昂语或么昂语、末昂话、么昂话，是彝族的支系末昂人使用的本民族语言。末昂人自称“/mɯaŋ51/”，主要聚居在中国云南省文山壮族苗族自治州富宁县板仑乡的木腊村、龙迈村、龙洋村以及里达镇的里拱村，在越南北部亦有分布。语言归属汉藏语系藏緬語族緬彝語群彝語支，原归为彝语的一个方言，1980年代独立出来。词汇方面含有一些砚广壮语（中部台语支）借词和汉语借词。当地人也称他们为“高裤脚彝”。

## 分布
据周德才（2014:1-2），末昂语分布在下列村庄：
- 富宁县板仑乡
  - 龙洋村[參⁠ 3]（末昂族、壮族和汉族杂居）
  - 龙迈村[參⁠ 4]
  - 木腊村[參⁠ 5]（末昂族、壮族和汉族杂居）
  - 公金渭村[參⁠ 6]
  - 克拉村[參⁠ 7]
- 里达镇木甘村、[參⁠ 8]牛场村（末昂族和壮族杂居）
- 木央镇木兄坪村[參⁠ 9]
  - 直伦[參⁠ 10][參⁠ 11] （末昂族和苗族杂居）
  - 上木羊[參⁠ 12][參⁠ 13] （末昂族和苗族杂居）
  - 下木羊[參⁠ 14][參⁠ 15] （末昂族和苗族杂居）
- 木央镇小睦伦村[參⁠ 16] （汉族、末昂族和瑶族杂居）
- 富宁县里达镇里拱村[參⁠ 17]（以及里达镇另外12个村）
- 广西壮族自治区那坡县者长村、达那村、念必村

富宁县政府2003年普查的结果是共有713户、4,079人（周德才2014:1）。

## 音系
末昂语有声母60个，其中含有单辅音声母32个、腭化辅音声母14个、鼻化辅音声母7个、喉化辅音声母7个。韵母79个，其中单元音韵母10个，分松紧、复合元音韵母11个。鼻音韵尾3个、塞音韵尾4个。声调5个。